# Bakkar Wala
Bakkar Wala es una ciudad censal situada en el distrito de Delhi occidental,  en el territorio de la capital nacional,  Delhi (India). Su población es de 18122 habitantes (2011). 

## Demografía
Según el censo de 2011 la población de Bakkar Wala era de 18122 habitantes, de los cuales 9729 eran hombres y 8393 eran mujeres. Bakkar Wala tiene una tasa media de alfabetización del 70,96%, inferior a la media estatal del 86,21%: la alfabetización masculina es del 79,56%, y la alfabetización femenina del 61%.